# Ígor Yaroslávich
Ígor Yaroslávich fue uno de los hijos más jóvenes de Yaroslav I el Sabio de la Dinastía Rúrika del Rus de Kiev. Su nombre de bautismo era Jorge.
La fecha de su nacimiento es incierta. Algunos historiadores consideran que nació en 1034-35, mientras que otros piensan que nació luego de que Yaroslav se mudara a Kiev en 1036. Hacia la muerte de su padre, Iziaslav I de Kiev, que era el mayor de los hermanos, asignó a Ígor como Príncipe de Volinia, con sede en Volodímir-Volinski. Cuando otros de sus hermanos, Viacheslav, murió bajo circunstancias desconocidas, Ígor fue transferido a Smolensk.
Con la creación de una sede principesca en Vladimir comenzó el desarrollo de esta zona fronteriza, situada entre el curso superior del Prípiat y la vertiente septentrional de los Cárpatos, zona que en el siglo siguiente llegaría a alcanzar una importancia política considerable. Asimismo, la creación de la sede principesca de Smolensk, un importante centro comercial situado en el paso de la cuenca del Dniéper al curso superior del Dviná, se convirtió en el punto neurálgico de una zona de dominio que muy pronto alcanzaría también peso específico propio.
Ígor se casó con una condesa de Orlamünde; el casamiento se produjo cuando Yaroslav el Sabio todavía estaba vivo. Al igual que su hermano Viacheslav, Ígor murió joven, a la edad de 24, dejando dos hijos menores, David y Vsévolod.

## Hijos
- David Ígorevich, Príncipe de Volynia (1086–1099). David estuvo constantemente en guerra con su vecino Vasílko de Terebovl.
- Vsévolod Ígorevich